# 王子文 (1905年)
王子文（1905年—1973年），原名王廷相，又名王海珊、王海山，男，陕西绥德人，中华人民共和国政治人物，曾任山东省人民委员会副省长。